# Asomante (Aguada)
Asomante es un barrio ubicado en el municipio de Aguada en el estado libre asociado de Puerto Rico. En el Censo de 2010 tenía una población de 3177 habitantes y una densidad poblacional de 668,84 personas por km².

## Geografía
Asomante se encuentra ubicado en las coordenadas 18°23′2″N 67°10′20″O / 18.38389, -67.17222. Según la Oficina del Censo de los Estados Unidos, Asomante tiene una superficie total de 4.75 km², que corresponden a tierra firme.

## Demografía
Según el censo de 2010, había 3177 personas residiendo en Asomante. La densidad de población era de 668,84 hab./km². De los 3177 habitantes, Asomante estaba compuesto por el 81.27% blancos, el 7.96% eran afroamericanos, el 0.35% eran amerindios, el 0.03% eran asiáticos, el 5.54% eran de otras razas y el 4.85% pertenecían a dos o más razas. Del total de la población el 99.65% eran hispanos o latinos de cualquier raza.